# Determinate
«Determinate» —en español: «Determinado»— es una canción interpretada por la artista estadounidense Bridgit Mendler. La canta con el cantante pop estadounidense Adam Hicks, fue escrita por Niclas Molinder, Joacim Persson, Johan Alkenas, Charlie Mason, Ebony Burks y Hicks. Fue producido por Twin de Lemonade Mouth en 2011, la banda sonora de la película para televisión del mismo nombre de Disney Channel. Fue lanzado como segundo sencillo del álbum el 15 de abril de 2011 a través de Walt Disney Records.

## Antecedentes y composición
«Determinate» es el segundo sencillo de la banda sonora Lemonade Mouth para la película de televisión del mismo nombre de Disney Channel y es también el segundo sencillo interpretado por Bridgit Mendler. Fue producida por Twin, conocido por trabajar con Ashley Tisdale, Dannii Minogue y No Angels, y escrito por Niclas Molinder, Joacim Persson, Johan Alkenas, Charlie Mason, Ebony Burks y Adam Hicks. Musicalmente, la canción ocupa un lugar destacado en pop que se ejecuta a través de dance pop y electropop orientado a beat. La voz de Mendler abarca desde E3-B4.

## Tabla de rendimiento
La canción tuvo éxito fuera de los tres sencillos de la banda sonora, Lemonade Mouth. Alcanzó el puesto número 51 en la tabla EE. UU. Billboard Hot 100, en el número 28 en la tabla EE. UU. Hot Digital Songs y encabezó la tabla EE. UU. Top Heatseekers. Por otra parte, la canción llegó al número 82 en Canadá y en el número 92 en Alemania.

## Video musical
El vídeo musical oficial de la canción se estrenó en Disney Channel el 15 de abril de 2011, que es otra con escenas de la película en la que la banda canta la canción.

## Presentaciones en vivo
Mendler y la banda han interpretado la canción en The View, Good Morning America, So Random! y Daybreak del Reino Unido.

## Lista de canciones
- Descarga digital

1. «Determinate» — 3:18

- Reino Unido - Descarga digital del sencillo

1. «Determinate» — 3:18
2. «Determinate» (Almighty Club Mix)"  — 6:31

## Otras versiones
Además de la versión de Bridgit Mendler existen diferentes versiones de la canción, entre ellas la versión demo de la canción interpretada por Ebony Burks, en la versión demo descubrimos que originalmente la canción tenía mucha diferencias en la letra, el orden del instrumental era muy diferente y no existía la parte del rap ni del piano. Esta versión se filtró en internet en 2012. Otra de las versiones, titulada "Inténtalo" es interpretada por los artistas Lucía Gil, Paula Dalli y Dani Sánchez bajo el nombre grupal Pop4U. Esta versión se estrenó en Disney Channel España antes del estreno de Lemonade Mouth en España. La adaptación al español estuvo  a cargo de Jacobo Calderón y Alejandro Nogueras. La última versión fue grabada en los países bajos por la artista Sita para promocionar el estreno de la película. La versión de Sita fue grabada con la letra en inglés.

## Tabla de rendimiento
| Listas (2011)                       | Máxima posición |
| ----------------------------------- | --------------- |
| Canadá (Canadian Hot 100)           | 82              |
| Alemania (Media Control Charts)     | 92              |
| EE. UU. Billboard Hot 100           | 51              |
| EE. UU. Billboard Hot Digital Songs | 28              |
| EE. UU. Billboard Top Heatseekers   | 1               |

## Historial del lanzamiento
| País           | Fecha                   | Formato          | Discográfica        |
| -------------- | ----------------------- | ---------------- | ------------------- |
| Estados Unidos | 15 de abril de 2011     | Descarga digital | Walt Disney Records |
| Reino Unido    | 9 de septiembre de 2011 | Descarga digital | Walt Disney Records |